# Droga wojewódzka nr 655
Droga wojewódzka nr 655 (DW655) – droga wojewódzka o długości około 126 km, łącząca DK63 w m. Kąp koło Giżycka z DW651 w Rutce-Tartak.
Droga w całości położona jest na terenie województwa warmińsko-mazurskiego (powiaty giżycki i olecki) oraz na terenie województwa podlaskiego (powiat suwalski). Droga wojewódzka 655 z Giżycka (Kąp) do Suwałk nazywana jest Północną Drogą Tysiąca Jezior.

## Miejscowości leżące przy trasie DW655
Województwo warmińsko-mazurskie
- Giżycko / Kąp (DK 63)
- Wydminy
- Olecko (DK 65)
- Wieliczki
- Cimochy (DW 661)

Województwo podlaskie
- Raczki (DW 664)
- Suwałki planowana (S 61)
- Suwałki (DW 653) w kierunku (DK 8)
- Jeleniewo
- Rutka-Tartak (DW 651)